# 크리스티 린 스미스
크리스티 린 스미스(Christie Lynn Smith, 1969년 3월 ~ )는 미국의 배우, 텔레비전 배우, 영화배우이다.
미국 샌프란시스코에서 태어났다.

## 영화
- 마더, 메이 아이 슬립 위드 댄저? (2016년)
- 어슘드 킬러 (2013년) - 사라 역
- 크레이지 (2010년) - 디어드라 파멈 역
- 본즈 1 (2005년)
- 그룸스멘 (2001년)
- 우리 생애 나날들 (1965년)